# Општина Поени (Телеорман)
Поени (рум. Poeni) општина је у Румунији у округу Телеорман.
Oпштина се налази на надморској висини од 141 m.